# Robert Fazy
Pour les autres personnalités de même nom de famille, voir Fazy.
Robert Fazy, né en France le 28 juin 1872 et mort à Lausanne le 2 mars 1956, est un juriste et magistrat vaudois.

## Biographie
Robert Fazy fait ses études à l'étranger avant de passer sa maturité à Berne. Il décroche sa licence en droit en 1895, puis son doctorat en 1899. Substitut du procureur à Genève entre 1897 et 1900, juge au tribunal de première instance entre 1900 et 1911, juge à la Cour de justice de 1911 à 1921, il est élu juge fédéral en 1921 par les Chambres fédérales. Il présidera le Tribunal fédéral en 1929-1930. De 1922 à 1924, il dirige le Tribunal arbitral mixte prévu par le Traité de Versailles pour régler les litiges entre l'Allemagne, la Tchécoslovaquie et la Roumanie. Il prend sa retraite en 1942.
Juriste de renommée internationale, Robert Fazy est encore un orientaliste distingué, membre de la Société asiatique de Paris dès 1930, qui publie dès 1929 dans les journaux romands et dans le Journal asiatique de Paris des articles dans le domaine, principalement sur les livres bouddhiques. En 1939, il fonde avec E. H. von Tscharner la Société des Amis de l'Extrême Orient et contribue à la rédaction de son bulletin, la société est ouverte aux orientalistes et aux amis des cultures asiatiques de l'Inde au Japon. En 1947, société et publication changent de noms : la Société suisse d'Études asiatiques est créée et la revue bilingue Études asiatiques/Asiatische Studien est lancée.

## Sources
- « Robert Fazy », sur la base de données des personnalités vaudoises sur la plateforme « Patrinum » de la Bibliothèque cantonale et universitaire de Lausanne.
- Dossier ATS/ACV
- E. H. v. Tscharner, "In Memoriam Robert Fazy", in Études Asiatiques revue de la Société suisse d'études asiatiques, X (1956), p. 1-13
- Jean de Senarclens, « Robert Fazy » dans le Dictionnaire historique de la Suisse en ligne.
- La Patrie suisse, no 725, 1921, 157-158
- La Suisse, 1939/03/03
- Journal de Genève, 1956/03/06